# ایالت پنجاه و یکم (فیلم)
فرمول پنجاه و یک نام یک فیلم سینمایی محصول انگلستان، آمریکا در سال ۲۰۰۲ است.

## داستان
المو مک الروی نابغهٔ سیاهپوست علم شیمی، موفق به ساخت ماده مخدر جدیدی شده‌است. مارمولک، قاچاقچی خطرناکی است که قصد دارد این ماده مخدر جدید را معامله کند ولی المو درست هنگام معامله او با تبهکاران، مقر آنان را منفجر می‌کند. امّا مارمولک که از انفجار جان سالم به در برده و به شدّت عصبانی است، تصمیم به کشتن او می‌گیرد. برای این کار زن آدمکش خطرناکی به نام داکوتاپارکر را اجیر می‌کند و…

## سایر
موسیقی متن:هد ریلاز
مخاطب:بزرگسالان
موضوع:کمدی، حادثه‌ای، اجتماعی
پروانه نمایش:۵۰۴۳/۱۵۵